# Oretachi wa tenshi ja nai
Oretachi wa tenshi ja nai (en japonés: 俺達は天使じゃない,  Oretachi Wa Tenshi Ja Nai, traducción literal: No somos ángeles ?) es una película de acción y comedia japonesa dirigida por Takashi Miike, y lanzada el 29 de octubre de 1993 directamente en VHS para el mercado del V-Cinema. Cuenta con una secuela : Oretachi wa tenshi ja nai 2, estrenada también el mismo año. Ambas basadas en una novela de George Abe (también conocido como Joji Abe).

## Argumento
El ex Yakuza Jo recientemente liberado de la cárcel, tiene la esperanza de empezar de nuevo llevando una vida normal. Lo intentará junto con Kenta, un antiguo amigo, el cual después de someterse a una operación es ahora una mujer, y dos personas más; Chu, un ex ladrón y Eri, su arrendador. Juntos fundarán una pequeña empresa de transportes para salir adelante, pero los problemas no tardarán en llegar. El hermano menor de Eri, Tsuyoshi, caerá en una trampa de la yakuza y se verá obligado a asumir una enorme deuda.

## Reparto
| Actor          | Papel |
| -------------- | ----- |
| George Abe     |       |
| Junji Inagawa  | Chu   |
| Makiko Kuno    | Eri   |
| Saki Kurihara  |       |
| Kenji Shiiya   |       |
| Rikiya Yasuoka | Jo    |
| Ren Ôsugi      |       |

## Lanzamiento y secuela
- Oretachi wa tenshi ja nai se lanzó el 29 de octubre de 1993 en VHS [3]y el 24 de febrero de 2012 en DVD, en una edición para alquiler y en otra edición para ventas, que contenía las dos películas.[4]Editado por Soft garage y distribuido por JSDSS.

- Oretachi wa tenshi ja nai 2 se lanzó 24 de diciembre de 1993 en VHS [5]y el 24 de febrero de 2012 en DVD, en una edición para alquiler y en otra edición para ventas, que contenía las dos películas.[6]Editado por Soft garage y distribuido por JSDSS.

## Recepción
En una reseña de Asian Movie Pulse, el crítico Panos Kotzathanasis, escribió: «Evidentemente, Oretachi Wa Tenshi Ja Na no se encuentra entre las mejores obras de Miike y la historia es hiperbólica. Sin embargo, es bastante entretenida y en términos de producción, está relativamente lograda, y la combinación da como resultado, uno de los primeros esfuerzos más observables del prolífico director japonés».